# Illa de Tromelin
L'illa de Tromelin és un illot d'un quilòmetre quadrat situat a l'oceà Índic, a l'est de l'illa de Madagascar i al nord de l'illa de la Reunió. Tromelin és una possessió de la República Francesa (un «domini privat de l'Estat») i forma part del grup d'illes franceses anomenat illes Esparses de l'oceà Índic.

## Història
L'illa fou descoberta, el 1722, pel vaixell francès «la Diane», essent batejada com «île des Sables». El 1761, el vaixell negrer Utile hi va naufragar i els supervivents van haver de trobar refugi a l'illa. Amb les restes del naufragi, els marins van construir una barca, amb la qual van poder arribar a Madagascar. Els seixanta esclaus, però, van ser abandonats a Tromelin i els pocs que van sobreviure, només vuit, no van ser rescatats fins al 29 de novembre de 1776, quan el Cavaller de Tromelin (en honor del qual l'illa va ser rebatejada) hi va desembarcar amb la seva corbeta La Dauphine.
El 1954, s'hi va construir una estació meteorològica permanent.

## Geografia
L'illa de Tromelin forma part de l'arxipèlag de les Mascarenyes. El terreny de l'illa és pla i sorrenc, i està recobert per arbusts dispersos. L'altitud màxima no supera els set metres. D'una forma ovoïdal, l'illa fa uns 1.700 metres de llargària i uns 700 d'amplada.
Tromelin és una illa de difícil accés car està envoltada d'esculls de corall. També es troba molt aïllada, a 450 km de la terra més propera al mig d'una zona de fons marins de 4.000 metres de fondària.
Els únics habitants de l'illa són els meteoròlegs encarregats del funcionament de l'estació meteorològica de Météo-France i que es dediquen principalment a recollir informació sobre els ciclons que afecten aquesta zona del planeta. El nombre de meteoròlegs pot variar, però habitualment n'hi ha 5.

## Administració
L'illa va ser administrada pel prefecte de la Reunió des del 1814 fins al 2005, tot i no formar part d'aquest departament, i alhora regió, d'ultramar.
En virtut del decret de 3 de gener de 2005, l'administració de les illes Esparses de l'Oceà Índic va ser confiada a l'administrador superior de les Terres Australs i Antàrtiques Franceses, amb seu a la ciutat de Saint-Pierre, a l'illa de la Reunió.
La República de Maurici en reclama la sobirania.

## Flora i fauna
La flora hi està molt poc desenvolupada degut a la manca d'aigua, dels vents que bufen la major part de l'any i dels ciclons i depressions que passen sobre o a prop de l'illa.
La fauna de l'illa la formen tortugues, ocells marins i bernats ermitans. Així mateix, hom hi troba rates i ratolins provinents dels vaixells naufragats.

## Clima
El clima de Tromelin és tropical marítim amb temperatures mitjanes mensuals d'entre 20,7 i 25,4 graus. Les precipitacions varien entre un metre i un metre cinquanta d'aigua de mitjana per any, dels quals gairebé la meitat es recullen de gener a març. Generalment, les pluges són de curta durada i d'intensitat moderada o forta.

## Els nàufrags de Tromelin
La nit del 31 de juliol a l'1 d'agost de 1761, L'Utile, una fragata de la Companyia Francesa de les Índies Orientals fletada pel comerciant esclavista Jean-Joseph de Laborde i comandada pel capità Jean de Lafargue, va naufragar als esculls coral·lins de l'illa. El vaixell, que havia salpat de Baiona, França, amb cent quaranta-dos tripulants, després d’una escala a l’illa de França (actual illa Maurici), havia embarcat cent seixanta homes, dones i nens malgaixos a Foulpointe, a la costa oriental de Madagascar, per portar-los com a esclaus a l’illa Maurici, malgrat la prohibició del comerç d’esclaus decretada pel governador. Una errada de navegació, causada per l’ús de dues cartes contradictòries i la navegació nocturna, va fer que el vaixell s'encallés als esculls de l’illa Tromelin.
Durant el naufragi, la tripulació i uns vuitanta malgaixos (la meitat dels embarcats) van aconseguir arribar a l'illa, però els altres esclaus, que estaven tancats a les bodegues amb les sortides clausurades per por d’una revolta, es van ofegar. La tripulació va recuperar diversos equips, provisions i fusta del naufragi. Van excavar un pou que proporcionava aigua tot just potable i es van alimentar amb les provisions recuperades, tortugues i ocells marins.
El capità Jean de Lafargue, que havia perdut el seny arran de la pèrdua del vaixell, va ser substituït pel seu primer tinent, el comandant en segon Barthélémy Castellan du Vernet. Aquest va fer construir dos campaments rudimentaris, un per a la tripulació i un altre per als esclaus, a més d'una farga. Amb els materials recuperats del naufragi, va construir una embarcació que, dos mesos després del naufragi, va aconseguir evacuar amb dificultats els 122 tripulants restants, deixant els malgaixos a l'illa amb algunes provisions.
Castellan va prometre als vuitanta esclaus abandonats que tornaria a rescatar-los. Els mariners van arribar a Madagascar en poc més de quatre dies i van ser traslladats a l'illa Bourbon (avui La Reunió) i després a l'illa de França. Durant la travessia cap a l’illa Bourbon, el capità Lafargue va morir de malaltia. Castellan va demanar repetidament permís per rescatar els esclaus que havien quedat a Tromelin, però el governador Antoine Marie Desforges-Boucher, enfurismat perquè Lafargue havia desobeït l’ordre de no portar esclaus a l’illa de França, s'hi va negar rotundament.
Finalment, Castellan va desistir i va tornar a França a finals d’agost de 1762. La notícia de l’abandonament va arribar a París, generant certa agitació entre els cercles intel·lectuals, però els nàufrags van caure en l'oblit amb el final de la guerra dels Set Anys i la fallida de la Companyia de les Índies.
El 1773, un vaixell que passava a prop de l’illa Tromelin va localitzar els nàufrags i va informar-ne a les autoritats de l’illa de França. Es va enviar un vaixell, però el primer intent de rescat va fracassar, ja que no van poder acostar-se a l’illa. Un any més tard, un segon vaixell, La Sauterelle, tampoc va tenir èxit. Tot i això, van aconseguir posar una llanxa a l’aigua, i un mariner va arribar nedant fins als nàufrags, però ell també va haver de ser abandonat, ja que el vaixell no podia acostar-se a causa de l’estat de la mar. Aquest mariner va construir posteriorment una balsa amb la qual va intentar fugir amb tres homes i tres dones supervivents, però la balsa va desaparèixer al mar, probablement el 1775.
No va ser fins al 29 de novembre de 1776, quinze anys després del naufragi, que Jacques-Marie Boudin de Tromelin (1751-1798), al comandament de la corbeta La Dauphine, va rescatar els vuit esclaus supervivents: set dones i un nen de vuit mesos. En arribar a l’illa, Tromelin va descobrir que els supervivents vestien amb roba feta de plomes trenades i que havien mantingut un foc encès durant tots aquells anys amb la fusta del naufragi, ja que l’illa no tenia arbres.
Els supervivents van ser acollits per Jacques Maillart du Mesle, intendent de l’illa de França, qui els va declarar lliures, ja que havien estat adquirits il·legalment i no podien ser considerats esclaus. Tot i que se’ls va oferir tornar a Madagascar, van refusar per por de tornar a ser esclavitzats. L’infant va ser batejat com Jacques Moyse (Moïsès) el dia que van arribar a Port-Louis, el 15 de desembre de 1776. A la seva mare, de nom malgaix Semiavou ("aquella que no és orgullosa"), se li va donar el nom d’Ève, i la seva àvia va ser batejada com Dauphine, en honor a la corbeta que els havia rescatat.
La tragèdia dels nàufrags de Tromelin va ser relatada per Condorcet al seu llibre 'Reflexions sobre l’esclavitud dels negres' (1781), per il·lustrar la crueltat de la tracta d’esclaus.